# Lisa Pelikan
Lisa Pelikan (ur. 12 lipca 1954 w Berkeley) – amerykańska aktorka teatralna, filmowa i telewizyjna. 

## Życiorys

### Wczesne lata
Urodziła się w Berkeley w Kalifornii jako córka Helen L., psycholożki, i Roberta G. Pelikana, międzynarodowego ekonomisty, który pełnił funkcję doradcy ministra ze Stanów Zjednoczonych w Organizacji ds. Współpraca i rozwój w Paryżu. Jej rodzina była pochodzenia czeskiego. W wieku sześciu lat u Pelikan zdiagnozowano guz kości w nodze, którego leczono operacyjnie. Ze względu na pracę ojca Pelikan spędziła dzieciństwo w kilku różnych krajach, w tym we Francji, Japonii i Włoszech, zanim powróciła do Stanów Zjednoczonych, kiedy była nastolatką, i osiedliła się w Bethesda w Maryland. Uczęszczała do liceum w Maryland. Zainteresowała się baletem, ale nie była w stanie się nim zająć po nawrocie guza w jej nodze, co wymagało drugiej operacji, która uniemożliwiła jej chodzenie przez całą ostatnią klasę liceum. Studiowała w Juilliard School na pełnym stypendium. 

### Kariera
Debiutowała na telewizyjnym ekranie w roli Nancy w dramacie Hallmark Channel / NBC Dziewczyna z prowincji (The Country Girl, 1974) u boku George’a Grizzarda i Shirley Knight. W 1975 grała na scenie off-Broadwayu w spektaklu Słoń w moim domu. Wystąpiła w telewizyjnej wersji sztuki Maxwella Andersona Valley Forge (1975) z Richardem Basehartem i dramacie telewizyjnym CBS Chcę zatrzymać moje dziecko! (I Want to Keep My Baby!, 1976) z Mariel Hemingway. Jej pierwszą regularną pracą telewizyjną była rola pokojówki Kate Mahaffey w serialu CBS Beacon Hill (1975). W 1977 zadebiutowała na Broadwayu jako Julia Kapulet w sztuce Williama Shakespeare’a Romeo i Julia. W tym samym roku pojawiła się jako młodsza wersja tytułowej bohaterki Vanessy Redgrave w dramacie biograficznym Freda Zinnemanna Julia (1977). Następnie zagrała tytułową rolę Jennifer Baylor w horrorze Jennifer (1978). W miniserialu NBC Studs Lonigan (1979) z Harrym Hamlinem została obsadzona w roli szalonej Lucy Scanlon. W 1984 powróciła na off-Broadway w roli Katarzyny, dwórki z orszaku księżniczki w przedstawieniu Stracone zachody miłości. Wystąpiła w adaptacji telewizyjnej NBC powieści Sidneya Sheldona Wiatraki bogów (Windmills of the Gods, 1988) z Jaclyn Smith.
W 2018 Pelikan uzyskała tytuł magistra aktorstwa na California State University w Long Beach. Uczy aktorstwa z kamerą w Herbert Berghof Studio w Nowym Jorku.

## Życie prywatne
30 maja 1981 wyszła za mąż za Roberta Harpera. W 1984 doszło do rozwodu. 4 lipca 1986 zawarła związek małżeński z aktorem Bruce’em Davisonem, z którym ma syna Ethana (ur. 5 kwietnia 1996). 12 kwietnia 2006 Pelikan i Davison rozwiedli się po 20 latach małżeństwa. 

## Filmografia

### Filmy
- 1977: Julia jako młoda Julia
- 1984: Szybka zmiana (Swing Shift) jako Violet
- 1985: Ghoulies jako Rebecca
- 1990: Lwie Serce (Lionheart) jako Hélène Gaultier
- 1991: Powrót do błękitnej laguny (Return to the Blue Lagoon) jako Sarah Hargrave
- 1998: Cień wątpliwości (Shadow of Doubt) jako Leslie Saxon

### Seriale TV
- 1977: Happy Days jako Michelle
- 1977: Kojak jako Jennifer Campbell
- 1984: Remington Steele jako Christy Cordaro
- 1985: Nowa seria Alfred Hitchcock przedstawia jako pielęgniarka Ellen Hatch
- 1986: McCall (The Equalizer) jako Anne Fitzgerald / Diane Snyder
- 1987: Cagney i Lacey jako Frances Gorelik
- 1989: Napisała: Morderstwo jako Jill Goddard
- 1991: Napisała: Morderstwo jako Allison Franklin
- 1992: Most Brookliński jako Bernice
- 2002: Prawo i porządek: sekcja specjalna jako dr Elizabeth Garrison